# Wenancjusz Fortunat
Wenancjusz Fortunat, właśc. Venantius Honorius Clementianus Fortunatus (ur. ok. 530 w północnych Włoszech, zm. ok. 600 w Poitiers) – poeta łaciński piszący hymny pasyjne na cześć Świętego Krzyża, które do dziś śpiewa się w liturgii katolickiej, biskup Poitiers i święty chrześcijański.
Jako autor poezji kościelnej był zdecydowanym kontynuatorem form klasycznej liryki rzymskiej, której wzorem były dla niego teksty liturgii ambrozjańskiej.

## Życie
Urodził się w Valdobbiadene koło Treviso północnych Włoszech, edukację pobierał w Rawennie, gdzie poznał m.in. dzieła Wergiliusza, Horacego i Owidiusza oraz poetów chrześcijańskich. W latach 60. VI stulecia wyruszył do Galii, prawdopodobnie po to by zostać poetą na dworze Merowingów. Między 565 a 567 rokiem odbył (w podzięce za uzdrowienie z choroby oczu) pielgrzymkę do grobu świętego Marcina w Tours. Zyskał przyjaźń późniejszych świętych: biskupa Tours Grzegorza oraz przełożonej klasztoru w Poitiers Radegundy. Przyjął święcenia kapłańskie i został kapłanem wspólnoty zakonnej w Poitiers. Pod koniec życia, koło 597 roku, został biskupem tego miasta.

## Twórczość
Zachowało się 11 ksiąg jego Pieśni, napisanych najczęściej dystychem elegijnym o treści zarówno religijnej, jak i świeckiej. Z wierszy religijnych najsławniejsze mówią o Krzyżu św. i zostały napisane z okazji przysłania przez cesarza Justyna II relikwii krzyża św. do Poitiers. Są to m.in.: Vexilla regis prodeunt (Sztandary króla się wznoszą) oraz Pange lingua gloriosi proelium certaminis (Sław języku bój chwalebny), którego fragmentem jest hymn Krzyżu święty nade wszystko. Jego Hymny używane są wciąż w liturgii katolickiej, np. O Redemptor, Sume Carmen wykonuje się w liturgii poświęcenia olejów w Wielki Czwartek. Z wierszy o treści świeckiej na uwagę zasługują: Epithalamium na wesele Siseberta, wiersze o zniszczeniu Turyngii oraz opis podróży Mozelą.
Wenancjusz Fortunat pozostawił też szereg życiorysów świętych, jak np.: Życie św. Marcina (poemat napisany wierszem heksametrowym), Życie św. Hilarego z Poitiers, Życie św. Germana z Paryża, Życiorys św. Marcelego z Paryża.
Wśród jego pism znajdują się też zapisy jego pouczeń do katechumenów, Objaśnienie Symbolu (Expositio Symboli), wzorowane na podobnym piśmie Rufina z Akwilei oraz Objaśnienie Modlitwy Pańskiej (Expositio Orationis Dominicae).

## Kult
Wspomnienie liturgiczne obchodzone jest 14 grudnia. 
Przypominany jest wtedy jego dorobek, m.in. stworzone przez niego podstawy języka poetyckiego służącego wyrażaniu stanów mistycznych.

### Polskie wydania dzieł
- Wenancjusz Fortunat: Objaśnienie Symbolu. W: Symbol Apostolski w nauczaniu Ojców. L. Gładyszewski (przekład, wstępy i objaśnienia). Kraków: WAM, 2010, s. 182-195, seria: ŹMT 53. ISBN 978-83-7505-298-5.
- Wenancjusz Fortunat: Poezje. Wybór. Z języka łacińskiego przełożył, wstępem poprzedził i objaśnieniami opatrzył ks. Tadeusz Gacia, Lublin (TN KUL) 2018, ss. 290 (tekst łacińsko-polski), Seria wydawnicza: Źródła i monografie. ISBN 978-83-7306-828-5.

### Literatura przedmiotu
- B. Gładysz, Krzyżu święty (Pieśń i jej twórca), Kurier Poznański 144 (1927).
- H. Waddel, Średniowiecze wagantów, Warszawa 1960.
- T. Gacia (ks.), Motyw krzyża w twórczości Wenancjusza Fortunata na przykładzie «Vexilla Regis», Roczniki Humanistyczne, t. 46 (1998), z. 3, s. 101-112.
- M. Niewiadomska, Wiersze o Krzyżu Wenancjusza Fortunata: Próba interpretacji, Przegląd Tomistyczny 9, 2003, 281-310.
- T. Gacia (ks.), Vernalia tempora mundo... Wenancjusz Fortunat i jego poezje liryczne, Lublin 2014. ISBN 978-83-7971-143-7
- T. Gacia, Radegunda z Turyngii. Teksty źródłowe od VI do XII wieku. Tłumaczenie z języka łacińskiego, wstęp i objaśnienia, Włoszczowa (wyd. Kontur) 2015, ss. 176. ISBN 978-83-65334-01-5